# Víctor Fernández López
Víctor Fernández López (El Ejido, Almería, 25 de abril de 1984) es Campeón del Mundo de Windsurf 2010, 2016 y 2018 en la modalidad de olas. Además, fue nominado en los Premios Laureus 2011 como mejor deportista extremo

## Trayectoria y palmarés
Reside en Almerimar, en cuyas playas comenzó a practicar windsurf desde niño en la escuela de su  padre. Gracias a sus buenas notas, con 14 años su padre le permitió pasar el verano en Pozo Izquierdo (Gran Canaria), donde comenzó su carrera profesional en el mundo del windsurf.
En 1999 se convirtió en Campeón de Europa y del Mundo Junior IFCA y subcampeón de Europa y del Mundo Senior IFCA. En el Campeonato del Mundo de Olas PWA consiguió sendos subcampeonatos en 2007 y 2008. En 2009 y 2010 conseguía el Campeonato de España.  
El 23 de noviembre de  2010 consigue el logro más importante de su carrera: el campeonato del Mundo de Olas de la PWA World Tour en Cabo Verde. Ha sido el primer español en ganar este campeonato. Fernández logró el título gracias a su primer puesto en Pozo Izquierdo (Canarias) y su segundo puesto en Klitmøller (Dinamarca) después de remontar quince mangas. En las dos últimas pruebas celebradas en la isla de Sylt (Alemania) y Cabo Verde no hubo competición, debido a las condiciones meteorológicas para celebrarse las pruebas.
En 2011 no pudo revalidar su título, pero consiguió un meritorio cuarto puesto y reeditó su título de Campeón de España.
En 2012 es nuevamente subcampeón del Mundo, después de las dos primeras en 2007 y 2008. 
Su campeonato de 2010 le propició una nominación en la edición 2011 en los Premios Laureus, en la categoría de mejor deportista extremo que se celebraron en Abu Dhabi. 
En 2016 volvió a lograr su objetivo de repetir como campeón del Mundo de Olas de la PWA.

## Cine
En 2009 participó en la película Four Dimensions, dirigida por Andre Paskowski. En 2011 participó en Minds Wide Open, del mismo director. En ambas películas muestra sus dotes como windsurfista extremo. 